# Hadley (Londyn)
Hadley – dzielnica Londynu, w Wielkim Londynie, leżąca w gminie Barnet. Leży 18 km od centrum Londynu. W 2001 roku dzielnica liczyła 18 133 mieszkańców.